# 조도 (광학)

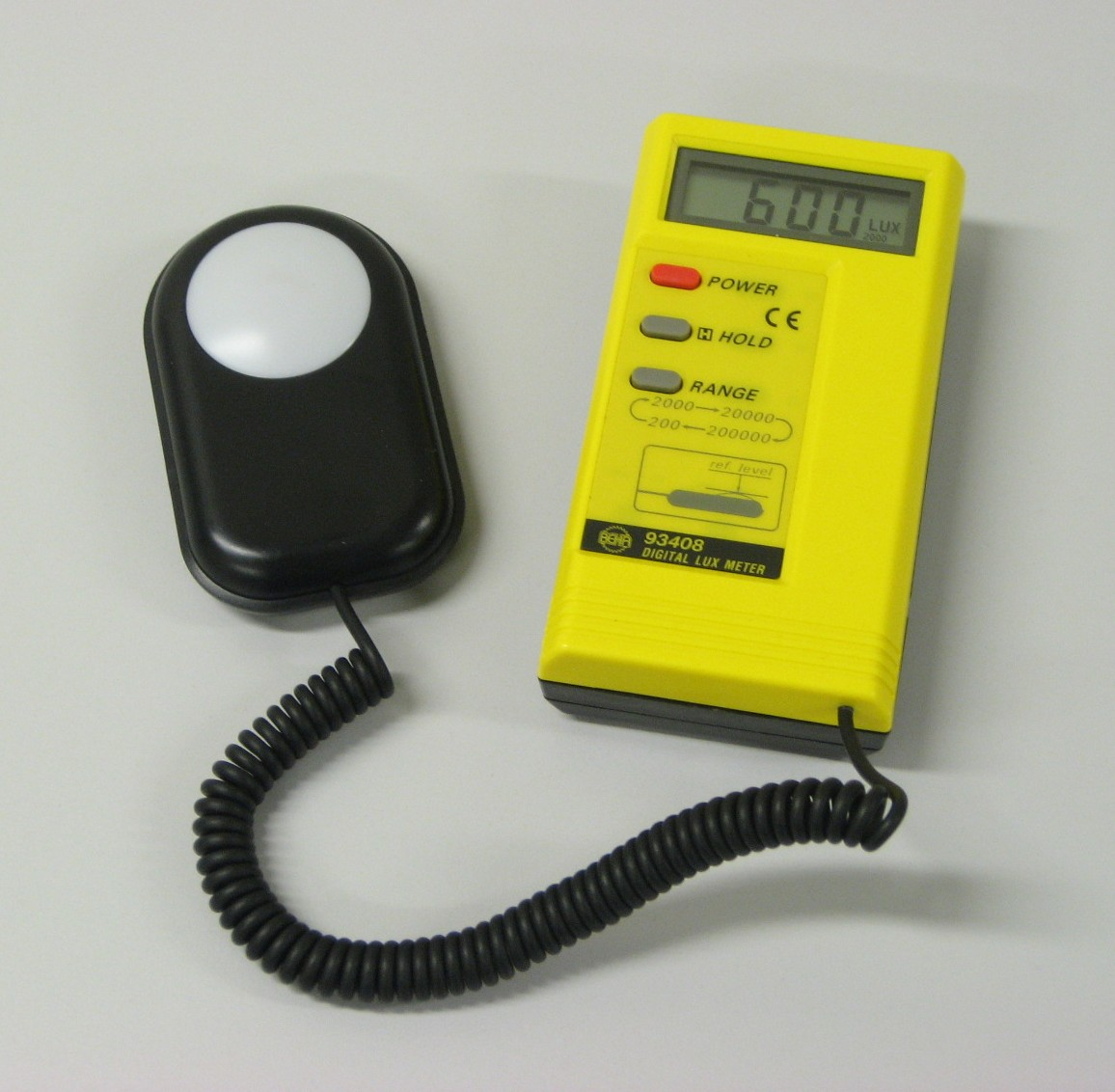
노동 환경에서 조도를 측정하는 조도 측정기

조도(照度) 또는 조명도(照明度)는 어떤 면이 받는 빛의 세기를 나타내는 값으로 단위 면적에 도달하는 광선속으로 계산한다. 단위로는 럭스(lx)나 포토(ph)를 쓴다.
측광에서 조도는 단위 면적당 표면에 입사되는 총 광속이다. 이는 입사광이 표면을 얼마나 비춰주는지를 측정하는 것으로, 인간의 밝기 인식과 상관관계가 있는 광도 함수로 파장 가중을 적용한다. 마찬가지로, 광 방출량은 표면에서 방출되는 단위 면적당 광속이다. 발광 방출량은 발광 방출량으로도 알려져 있다.
SI 단위의 조도는 럭스(lx) 또는 이와 동일하게 평방 미터당 루멘(lm·m−2)으로 측정된다. 발광 방출은 럭스가 아닌 lm·m−2 단위로만 측정된다. CGS 시스템에서 조도의 단위는 포토(photo)이며, 이는 10000럭스와 같다. 풋캔들은 사진에 사용되는 비미터법 조도 단위이다.
조도는 이전에는 종종 밝기라고 불렸지만 이는 휘도를 의미하는 등 단어의 다른 용도와 혼동을 초래한다. "밝기"는 정량적 설명에 사용되어서는 안 되며, 생리적 감각과 빛의 인식에 대한 비정량적 언급에만 사용되어야 한다.
인간의 눈은 2조 배 이상의 범위를 볼 수 있다.

## 같이 보기
- 광도
- 휘도
- 복사조도

| 측광량                                                      | 기호      | 단위               | 기호        | 차원           | 비고 |
| ----------------------------------------------------------- | --------- | ------------------ | ----------- | -------------- | --- |
| 발광 에너지(luminous energy)                                | Qv 또는 W | 루멘 초            | lm⋅s        | cd⋅sr⋅s        | |
| 광선속, 광속(luminous flux)                                 | Φv 또는 P | 루멘               | lm          | cd⋅sr          | |
| 광도(luminous intensity)                                    | Iv        | 칸델라             | cd (=lm/sr) | cd             | |
| 휘도(luminance)                                             | Lv        | 칸델라 매 제곱미터 | cd/m2       | cd/m2          | |
| 조도(illuminance)                                           | Ev        | 럭스               | lx (=lm/m2) | cd⋅sr/m2       | |
| 광출사도, 광속발산도(luminous emittance, luminous exitance) | Mv        | 럭스               | lx (=lm/m2) | cd⋅sr/m2       | |
| (방사의) 발광효율(luminous efficacy of radiation)           | K         | 루멘 매 와트       | lm/W        | cd⋅kg-1⋅m-1⋅s4 | 전자기 방사에 대한 광선속 양의 비율. 파장의 비시감도에 따라 달라지는데 최대치는 파장 555nm에서 683 lm/W이다. |
| (광원의) 발광효율(luminous efficacy of a source)            | η         | 루멘 매 와트       | lm/W        | cd⋅kg-1⋅m-1⋅s4 | 전등효율이라고도 하며, 어떤 광원에서 1W의 소비전력에 따라 발생하는 광선속 양의 비를 나타낸다. 이론적 최대치는 비시감도에 따라 파장별로 상이하고 파장 555nm에서 683 lm/W의 최대값을 가지나 실제로는 이보다 낮다. |